# Um Lugar Silencioso: Dia Um
A Quiet Place: Day One (bra/prt: Um Lugar Silencioso: Dia Um) é um filme americano, dos gêneros terror pós-apocalíptico, drama e suspense, dirigido por Michael Sarnoski e escrito por ele e Jeff Nichols. O filme é uma prequela, spin-off, e o terceiro filme da série Um Lugar Silencioso.
A Quiet Place: Day One foi lançado em 28 de junho de 2024 nos Estados Unidos, com distribuição da Paramount Pictures.

## Enredo
Sam (Lupita Nyong'o) é uma paciente com câncer terminal que vive com seu gato Frodo (Nico / Schnitzel) em uma unidade de cuidados paliativos nos arredores de Nova Iorque. Um dia, seu enfermeiro Ruben (Alex Wolff) a convida para um teatro de marionetes na cidade. Na saída do espetáculo, meteoros atingem a cidade e criaturas atacam as pessoas. Sam acaba desmaiando na confusão, mas acorda de volta no teatro, resgatada por Henri (Djimon Hounsou), e reencontra Ruben e Frodo. Militares sobrevoam o local e instruem a população a permanecer em silêncio e aguardar o resgate. Numa noite, a energia elétrica é cortada e um gerador barulhento começa a funcionar sozinho. Ruben corre para desligá-lo e acaba capturado por uma das criaturas. 
Sam decide ir sozinha para o Harlem. Enquanto isso, militares voltam anunciam que Manhattan (cujas pontes foram destruídas) será evacuada pelo porto de South Street, uma vez que as criaturas não sabem nadar. Sam cruza com uma multidão que se desloca para o local, mas o grupo é atacado pelas criaturas e ela se separa novamente de Frodo. Eric (Joseph Quinn), um estudante de Direito da Inglaterra, encontra Frodo e o gato o leva até Sam. Sam instrui Eric a ir para o porto, mas ele está com medo e prefere se juntar a ela.
Sam o leva ao seu apartamento, onde ele descobre que ela era uma poetisa com livros publicados. Ao longo dos dias seguintes, Sam conta a Eric que seu pai era pianista num clube de jazz no Harlem e que, antes de morrer por sua doença, deseja ir ao bairro para comer pizza no mesmo local (Patsy's) onde ela sempre ia com ele depois de um show. Eric a acompanha, mas eles descobrem que a pizzaria está destruída. Frustrada, Sam se dirige ao clube de jazz. Enquanto isso, Eric pega pizza em outro local e leva até ela, alegrando-a.
A dupla avista um barco cheio de sobreviventes deixando Manhattan e algumas criaturas acompanhando a embarcação pela costa. Sam entrega seu casaco e seu gato a Eric e pede para ele correr para a água enquanto ela distrai as criaturas com ruídos. O plano dá certo e Eric e Frodo são resgatados por Henri, que estava na embarcação. Eric descobre um bilhete no casaco - nele, Sam pede que Eric cuide de Frodo e o agradece por lembrá-la de viver.
Mais tarde, Sam ouve "Feeling Good", de Nina Simone, em seu fone de ouvido enquanto perambula pelas ruas de Nova Iorque. Eventualmente, ela tira o fone para a música tocar pelo próprio aparelho e uma criatura aterrissa atrás dela.

## Elenco
- Lupita Nyong'o como Samira "Sam"
- Joseph Quinn como Eric
- Alex Wolff como Reuben
- Djimon Hounsou como Henri
- Eliane Umuhire como Zena

## Produção

### Desenvolvimento
Em novembro de 2020, a Paramount Pictures contratou Jeff Nichols para escrever e dirigir um spin-off de Um Lugar Silencioso (2018) baseado em uma ideia original de John Krasinski (diretor e escritor dos dois primeiros filmes), com Michael Bay, Andrew Form e Brad Fuller como produtores pela Platinum Dunes junto de Krasinski pela Sunday Night. No entanto, Nichols saiu da direção do projeto em outubro de 2021. Em janeiro de 2022, Michael Sarnoski juntou-se para substituir Nichols como diretor e reescreveu parte do roteiro. Em 28 de abril de 2022, a Paramount anunciou que o filme seria intitulado A Quiet Place: Day One.

### Escolha do elenco
Em novembro de 2022 foi anunciado que Lupita Nyong'o e Joseph Quinn fariam parte do filme. Em janeiro de 2023 Alex Wolff também ingressou no elenco.

### Filmagem
As principais filmagens do filme começaram em 6 de fevereiro de 2023 em Londres.

## Lançamento
A Quiet Place: Day One foi lançado em 28 de junho de 2024 nos Estados Unidos, pela Paramount Pictures. Ele foi anteriormente previsto para 2022, 31 de março de 2023 e 22 de setembro de 2023.
Em Portugal e no Brasil, foi lançado em 27 de junho de 2024.